# Obca

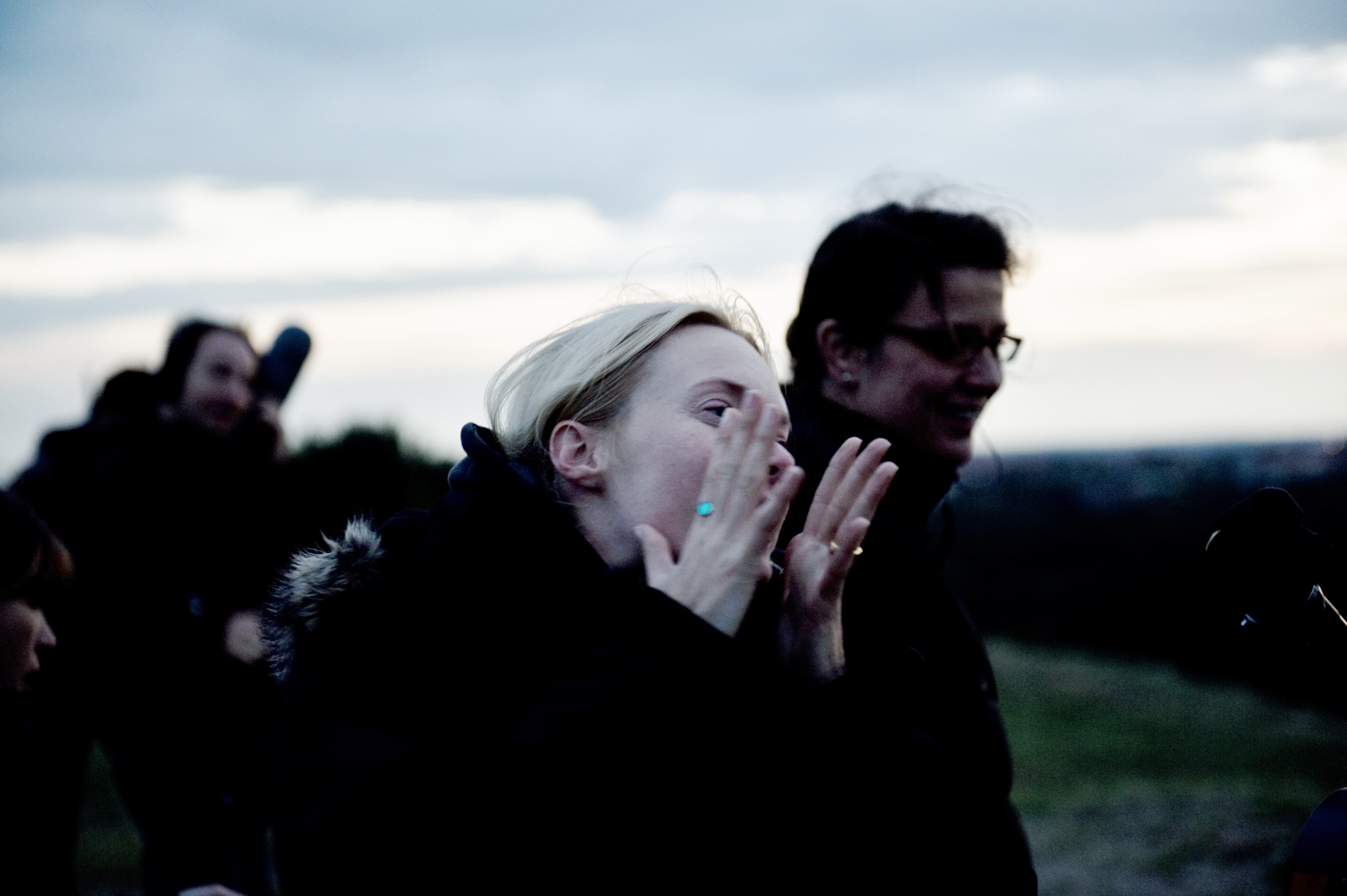
Reżyser Feo Aladag na planie filmu

Obca (niem. Die Fremde, 2010) – niemiecki dramat filmowy w reżyserii i według scenariusza Feo Aladag.
Obraz prezentowany podczas 60. Międzynarodowego Festiwalu Filmowego w Berlinie w sekcji Panorama Special. Film otrzymał na tym festiwalu nagrodę Label Europa Cinemas.
Film był oficjalnym kandydatem Niemiec do Oscara dla najlepszego filmu nieanglojęzycznego podczas 83. ceremonii wręczenia Oscarów. Nominacji jednak nie otrzymał.
Polska premiera filmu nastąpiła 6 sierpnia 2011 roku podczas Międzynarodowego Festiwalu Filmu i Muzyki Transatlantyk w Poznaniu.

## Opis fabuły
Maltretowana przez męża, Umay, wraz z pięcioletnim synkiem ucieka ze Stambułu do Berlina w nadziei na lepsze życie. Jednakże rodzina, u której się zatrzymuje, jest rozdarta pomiędzy miłością do niej a tradycyjnymi wartościami społeczności. Ostatecznie decydują się na odesłanie dziecka do ojca w Turcji. Aby zachować swojego syna, Umay zmuszona jest do ponownej ucieczki.

## Obsada
- Sibel Kekilli jako Umay
- Nizam Schiller jako Cem
- Derya Alabora jako Halyme
- Settar Tanriogen jako Kader
- Tamer Yigit jako Mehmet
- Serhad Can jako Acar
- Almila Bagriacik jako Rana
- Florian Lukas jako Stipe

i inni

## Nagrody i nominacje
60. Międzynarodowy Festiwal Filmowy w Berlinie
- Label Europa Cinemas – Feo Aladag

Europejskie Nagrody Filmowe 2010
- nominacja: Najlepsza Europejska Aktorka – Sibel Kekilli
- nominacja: Europejskie Odkrycie Roku – Feo Aladag

Niemieckie Nagrody Filmowe 2010
- nominacja: najlepszy film – Feo Aladag i Züli Aladag
- nominacja: najlepsza reżyseria – Feo Aladag
- nominacja: najlepszy scenariusz – Feo Aladag
- nominacja: najlepsza aktorka pierwszoplanowa – Sibel Kekilli
- nominacja: najlepszy aktor drugoplanowy – Settar Tanriogen
- nominacja: najlepszy montaż – Andrea Mertens